# Nisan de Gessa
Nisan de Gessa (francès Nizan-Gesse) és un municipi del departament francès de l'Alta Garona, a la regió d'Occitània.